# Codename: ICEMAN
Codename: ICEMAN es un juego de aventura gráfica hecho con el motor SCI y distribuido por la compañía americana de juegos de computadora Sierra On-Line en 1989. El diseñador en jefe fue Jim Walls, quien también creó varios juegos de Police Quest. La mención de «Codename: PHOENIX» en el material promocional de Sierra sugiere que ICEMAN fue planeado para ser la primera parte de una serie Codename, pero las ventas decepcionantes acabaron con lo que habría sido una franquicia después de un juego.
Una de las características más notables de ICEMAN es que gran parte del juego toma lugar en un submarino; una porción del juego también le exige al jugador que navegue el submarino usando un modelo a escala extremadamente reducida.

## Trama
La historia toma lugar durante una escasez global de petróleo en el futuro, donde repentinamente se descubre que Túnez posee un excedente de petróleo de gran calidad. Cuando los gobiernos soviético y estadounidense intentan adquirir tanto petróleo como pueden, los terroristas asistidos por los soviéticos secuestran a un embajador de Estados Unidos con la intención de provocar un incidente internacional.
El oficial naval Johnny Westland es informado de la situación durante su viaje a Tahití y es enviado de regreso a una misión de rescate. La noche antes de regresar a su labor, tiene una aventura con Stacy, una mujer hermosa y misteriosa.
En el Pentágono, Westland es informado y se entera de que Stacy también es una agente con quien deberá reunirse tan pronto alcance su objetivo. Para llegar a su blanco, Westland viajará en un submarino nuclear, el USS Blackhawk. Tras luchar contra los soviéticos, navegar por un iceberg y reparar algunos dispositivos averiados, deberá infiltrarse en el puerto electrónico de vigilancia de Túnez. Un vehículo de buceo deberá ser maniobrado por campos magnéticos sensibles sin ser detectado.
Finalmente, Westland se encuentra con Stacy en la costa de Túnez. Trabajando juntos, los agentes liberan al embajador; Westland es promovido y le propone matrimonio a Stacy.

## Jugabilidad y características técnicas
Tecnológicamente, ICEMAN es más avanzado que otros juegos previos de Sierra. El movimiento de Westland está animado en ocho direcciones en lugar de cuatro, el sprite del personaje cambiará de apariencia dependiendo de su ropa, y las animaciones de los personajes son generalmente fluidas (por ejemplo, los movimientos al jugar con los dados).
Otra innovación permite al jugador pararse en frente de un objeto y escribir LOOK (mirar en inglés), en lugar de necesitar escribir sustantivos hasta coincidir con el objeto. Además, escribir LOOK [OBJECT] (mirar objeto) hará que Westland mire hacia el objeto en cuestión.
Por otro lado, la interfaz de texto solo entenderá ciertas sintaxis. Por ejemplo, al pararse en frente de una escalera el programa solo entenderá CLIMB UP (subir), mientras que los juegos similares también entenderían la misma acción con la frase GO UP o solamente CLIMB o UP. La función de examinar ítems con el clic derecho se utiliza únicamente para ítems limitados en la pantalla. Para el resto, el jugador debe escribir LOOK.
La mayoría de los puzles en el juego se centran en procedimientos, ya sean primeros auxilios, militares o burocráticos, que usualmente aparecen en el manual. Generalmente, si el jugador no logra seguir un procedimiento estricto (por ejemplo, revisar si un guardia le regresó la identificación al jugador, y no la de alguien más), las consecuencias no serán obvias hasta más adelante en el juego. En ciertos puntos, el juego se volverá imposible de ganar y el jugador deberá volver a una posición guardada previamente.
Además, algunas porciones del juego dependerán fuertemente de factores aleatorios como la efectividad de los torpedos en las batallas submarinas. En un punto, el jugador debe obtener una botella de un tripulante del submarino, pero solo lo logrará si le gana en un juego de dados. El tripulante «acusará» al jugador de hacer trampa si el jugador guarda la partida y regresa varias veces en un intento por ganar (solo podrá hacerlo dos veces).

## Recepción
En 1990, a Computer Gaming World le gustaron las secuencias de simulación, interfaz de texto mejorada, arte, puzles difíciles, y el soporte de tarjeta de sonido, pero dijo que la secuencia del iceberg se volvió aburrida. Concluyó que los fanes de las aventuras de Sierra o de James Bond disfrutarían el juego. En una reseña de 2007, Dante Kleinberg de Adventure Gamers le dio a ICEMAN 1,5 estrellas de 5, citando las situaciones de callejón sin salida y las frustrantes secuencias de simulación. Sin embargo, Kleinberg aclamó «la apariencia y sensación clásicas de Sierra» del juego.
Theo Clarke reseñó a Codename: ICEMAN para la revista Games International y le dio una calificación de 10 de 10, diciendo que «es el juego de aventuras más sofisticado que jamás haya jugado. Sierra ha superado incluso sus propios estándares notables».